# خبرگزاری ملی عراق
خبرگزاری ملی عراق (عربی: الوكالة الوطنية العراقية للأنباء) که به اختصار نینا هم نامیده می‌شود اولین خبرگزاری مستقل عراق بعد از جنگ عراق بوده است. این خبرگزاری در اکتبر 2005 فعالیت خود را آغاز کرد.